# Murmur
『murmur』（マーマー）は、2007年3月21日にティームエンタテインメントから発売された茶太のメジャーデビューアルバム。下村陽子が作曲・編曲を担当。

## 概要
タイトルである「murmur」とは、英語で「つぶやき」や「（小川の）せせらぎ」といった意味を持ち、茶太の持つ柔らかいウィスパーボイスを生かしたポエムと楽曲で構成されている。茶太はこれまで同人音楽やインディーズで活躍してきたが、この作品をきっかけにメジャーデビューを飾った。

## 収録曲
1. 春風
2. 散歩日和
3. 内緒箱の夢
4. 透明な輪
5. 神隠し
6. ひとこと
7. 黄昏小道
8. うわさ
9. 不器用な手
10. 咎人の夜明け
11. ハッピーエンド
12. 君のかけら